# Maestre pie Filippini
Le Maestre pie Filippini sono un istituto religioso femminile di diritto pontificio: i membri di questa congregazione pospongono al loro nome la sigla M.P.F.

## Storia

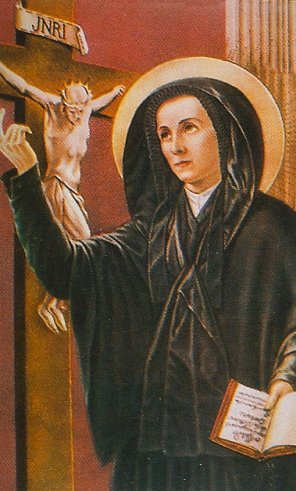
Immagine votiva di santa Lucia Filippini

La congregazione sorse all'interno di quella delle maestre pie, fondate da Rosa Venerini su mandato del cardinale Marcantonio Barbarigo, vescovo di Montefiascone, per l'educazione delle fanciulle del popolo: il prelato non desiderava che le religiose si espandessero fuori dalla sua diocesi, ma nel 1707 una maestra pia, Lucia Filippini (1672-1732), con l'aiuto dell'elemosiniere pontificio Alessandro Bonaventura e dei Pii Operai che reggevano la parrocchia di San Lorenzo ai Monti, aprì una scuola a Roma dando origine a un ramo indipendente dell'istituto della Venerini.
Accusata di quietismo insieme ai Pii operai, la Filippini fu costretta a chiudere la sua scuola, ma nel 1708 ne fondò un'altra presso la chiesa di Santa Maria in Traspontina: alla sua morte le sue Maestre gestivano circa quaranta scuole (a Roma, nel Lazio e nel granducato di Toscana, dove erano state chiamate da Cosimo III de' Medici). La congregazione nel 1828 venne posta da papa Leone XII alle dipendenze all'elemosineria apostolica e vi rimase soggetta fino al 1963, quando passò sotto il controllo della Congregazione per i Religiosi.
La fondatrice, beatificata nel 1926, fu proclamata santa da papa Pio XI il 22 giugno 1930.

## Attività e diffusione
Le Maestre pie Filippini si dedicano all'istruzione e all'educazione cristiana della gioventù.
Oltre che in Italia, sono presenti in Albania, Brasile, Eritrea, Etiopia, India, Irlanda, Regno Unito e Stati Uniti d'America: la sede generalizia è a Roma.
Al 31 dicembre 2005 l'istituto contava 750 religiose in 110 case.